# Hilarin Felder
Pour les articles homonymes, voir Felder.
Hilarin Felder (en latin : Hilarinus Felder), également connu sous le nom d'Hilarin de Lucerne (Hilarinus a Lucerna) de son vrai nom Josef Felder, né le 20 juillet 1867 à Eich (canton de Lucerne) et mort le 27 novembre 1951 à Fribourg, originaire de Flühli (canton de Lucerne), est un théologien et prêtre capucin suisse.

## Biographie
Né à Eich près de Sursee, Josef Felder est le fils du fromager Jakob Feler et de son épouse Maria Josefa née Weibel. En 1886, il entre chez les Frères mineurs capucins à Lucerne en adoptant le nom d'Hilarin, avant d'être ordonné prêtre en 1890. Il devient ensuite lecteur en théologie catholique et obtient en 1898 un doctorat en théologie à l'université de Fribourg. Il devient ensuite professeur de théologie dans cette même université.
Après avoir contribué à la réinstallation de la nonciature apostolique en Suisse, Felder est nommé évêque titulaire de Geras (de) (Égypte) en 1938 par le pape Pie XI. Il est sacré par le cardinal Francesco Marchetti Selvaggiani, en présence de l'archevêque titulaire d'Iconium (de) Luca Ermenegildo Pasetto et de l'évêque de Lausanne, Genève et Fribourg Marius Besson. Il est envoyé comme visiteur apostolique par les papes Pie XI et Pie XII dans des ordres et des séminaires réputés difficiles. En outre, Felder se fait connaître grâce à ses publications en allemand et en latin dans les domaines de l'apologétique, la christologie et de l'histoire des ordres franciscains. Plusieurs de ses œuvres ont été traduites, notamment en français.
Hilarin Felder meurt à l'âge de 84 ans à Fribourg.

## Œuvres écrites
- (la) Jacobi Vitriacensis, episcopi et cardinalis 1180-1240, Sermones ad fratres minores [« Sermons de Jacques de Vitry, évêque et cardinal (1180-1240) aux Frères mineurs »], Rome, Typis A. Befani, coll. « Spicilegium fransciscanum » (no 5), 1903, 64 p. (présentation en ligne)
- (de) Conférence : Die Krisis des religiösen Judentums zur Zeit Christi [« La crise religieuse du judaïsme à l'époque du Christ »], Stans, H. von Matt & Co., 1903, 30 p.
- (de) Geschichte der wissenschaftlichen Studien im Franziskanerorden bis um die Mitte des 13. Jahrhunderts, Fribourg-en-Brisgau, Herder, 1904, 557 p.
  - Traduit en français par le Très-Révérend-Père Ensèbe de Bar-le-Duc : Histoire des études dans l'ordre de Saint François depuis sa fondation jusque vers le milieu du XIIIe siècle, par le R. P. Hilarin de Lucerne, Paris, A. Picard & fils, 1908, 574 p.
  - Traduit en italien par Igniazio da Seggiano : Storia degli studi scientifici nell'Ordine francescano dalla sua fondazione fino a circa la metà del sec. XIII, Sienne, Tip. Pontificia S. Bernardino, 1911, 562 p.
- (de) Das Studienprogramm der Franziskanerschulen im 13. Jahrhundert : Mit Berücksichtigung des allgemeinen Lehrprogrammes jener Zeit [« Le programme d'étude dans les écoles franciscaines du XIIIe siècle comparé au programme d'enseignement général d'époque »], Fribourg-en-Brisgau, Herder, 1904
- (de) Jesus Christus. Apologie seiner Messinatität und Gottheit gegenüber der neuesten ungläubigen Jesus-Forschung. (« Jésus-Christ : apologie de sa messianité et de sa divinité face aux nouvelles recherches christologiques menées par des infidèles »), 2 volumes : I: Das Bewußtsein Jesu, II: Die Beweise Jesu, 1911–14. 3e édition en 1923–24.
  - Traduit en anglais par John L. Stoddard : Christ and the Critics : A Defense of the Divinity of Jesus against the Attacks of modern sceptical Criticism, Londres, Burns Oates & Washbourne Ltd., 1924. En deux volumes de 425 et 457 pages.
- (la) Apologetica sive theologia fundamentalis in usum scholarum (« Apologétique ou théologie fondamentale à l'usage des écoles »), 2 volumes, 1920. 2e édition en 1923.
- (de) Die Heiligkeit Jesu [« La sainteté de Jésus »], Paderborn, F. Schöningh, 1921, 111 p.
- (de) Die Ideale des heiligen Franziskus von Assisi. 1923. 6e édition en 1952.
  - Traduit en français par le Très-Révérend-Père Eusèbe de Bar-le-Duc : L'idéal de S. François d'Assise, Paris, Soc. et Libr. Saint François d'Assise, coll. « Il Poverello » (no 30/31), 1924. En 2 volumes de 384 et 351 pages.
  - Traduit en italien par Leone da Lavertezzo : L'ideale di San Francesco d'Assisi, Florence, Libreria Editrice Florentina, 1925. En 2 volumes de 341 et 321 pages.
- (de) Conférence : Die Bedeutung der Freiburger Universität für die katholische Schweiz [« L'importance de l'université de Fribourg pour la Suisse catholique »], Olten, O. Walter A.-G., 1930, 12 p.
- (de) Die Antoniuswunder nach den älteren Quelle untersucht [« Enquête sur les miracles de saint Antoine d'après les sources anciennes »], Paderborn, F. Schönigh, 1933, 164 p.
- (la) De spiritu studiorum franciscano [« De l'esprit des études franciscaines »], Assise, Collegium S. Laurentii a Brundusio, 1933, 181 p.
- (de) Jesus von Nazareth: Ein Christusbuch, F. Schönigh, Paderborn, 1937, 392 p.. 3e édition en 1947.
  - Traduit en anglais par le Père Modeste Vesin : Jésus de Nazareth, Paris, Gabriel Beauchesne, 1938, 485 p.
  - Traduit en anglais par Berchmans Bittle : Jesus of Nazareth : A Book about Christ, Londres, G.E.J. Coldwell, 1938, 382 p.
- (de) Der Christusritter von Assisi, 1941
  - Traduit en français par le père Paul-Marie d'Albeuve : Le chevalier du Christ au pays d'Assise, Editions de l'Echo illustré, Genève, 1943, 146 p.. Préface de Marius Besson et illustrations d'Alexandre Cingria
- (de) General und EB P. Bernhard Christen von Andermatt (1837-1909) und die Erneuerung des Kapuzinerordens, Schwyz, 1943.
  - Traduit en français par le père Paul-Marie d'Albeuve : Père Bernard d'Andermatt : 1837-1909 : général de l'Ordre des capucins pendant vingt-quatre ans, appelé le deuxième fondateur de l'Ordre des capucins, éditions Saint-Augustin, Saint-Maurice, 1964, 270 p.